# Адміністративний устрій Гусятинського району
Адміністративний устрій Гусятинського району — адміністративно-територіальний поділ Гусятинського району Тернопільської області на 2 міські, 2 селищні, 3 сільські громади та 12 сільських рад, які об'єднують 65 населених пунктів та підпорядковані Гусятинській районній раді. Адміністративний центр — смт Гусятин.

## Список громадГусятинського району
- Васильковецька сільська громада
- Вікнянська сільська громада
- Гримайлівська селищна громада
- Гусятинська селищна громада
- Копичинецька міська громада
- Коцюбинська сільська громада
- Хоростківська міська громада

## Список радГусятинського району
| №  | Назва                        | Центр           | Населені пункти                          | Площа км² | Місце за площею | Населення (2001), осіб | Місце за населенням |
| -- | ---------------------------- | --------------- | ---------------------------------------- | --------- | --------------- | ---------------------- | ------------------- |
| 1  | Глібівська сільська рада     | с. Глібів       | с. Глібів                                | 34,438    | 8               | 981                    | 27                  |
| 2  | Городницька сільська рада    | с. Городниця    | с. Городниця                             | 37,920    | 5               | 1603                   | 10                  |
| 3  | Котівська сільська рада      | с. Котівка      | с. Котівка с. Ємелівка с. Теклівка       | 22,263    | 21              | 1197                   | 21                  |
| 4  | Личковецька сільська рада    | с. Личківці     | с. Личківці с. Трибухівці                | 38,590    | 4               | 2146                   | 5                   |
| 5  | Малобірківська сільська рада | с. Малі Бірки   | с. Малі Бірки с. Новосілка               | 19,573    | 25              | 688                    | 36                  |
| 6  | Малолуцька сільська рада     | с. Мала Лука    | с. Мала Лука с. Кокошинці с. Монастириха | 37,245    | 6               | 913                    | 30                  |
| 7  | Пізнанська сільська рада     | с. Пізнанка     | с. Пізнанка                              | 2,000     | 42              | 308                    | 43                  |
| 8  | Постолівська сільська рада   | с. Постолівка   | с. Постолівка                            | 28,175    | 16              | 1363                   | 14                  |
| 9  | Раштовецька сільська рада    | с. Раштівці     | с. Раштівці                              | 31,817    | 10              | 782                    | 34                  |
| 10 | Самолусківська сільська рада | с. Самолусківці | с. Самолусківці                          | 15,218    | 33              | 1059                   | 23                  |
| 11 | Сидорівська сільська рада    | с. Сидорів      | с. Сидорів с. Шидлівці                   | 26,812    | 18              | 1366                   | 13                  |
| 12 | Товстенська сільська рада    | с. Товсте       | с. Товсте с. Кут                         | 25,129    | 19              | 793                    | 33                  |

* Примітки: м. — місто, с-ще — селище, смт — селище міського типу, с. — село